# Анна Клеман
Анна Софія Клеман (швед. Anna Sofia Kleman; 24 листопада 1862, Карлскруна, Блекінґе, Швеція — 8 квітня 1940, Транос, Єнчепінг, Швеція) — шведська страхова агентка, феміністка і пацифістка, захисниця прав жінок, особливо боротьби за виборчі права жінок, письменниця. Брала участь у Стокгольмській жіночій суфражистській конференції 1911 року та представляла Швецію на Міжнародній жіночій мирній конференції 1915 року в Гаазі.
Коли 1919 року було створено благодійну організацію Врятуємо дітей, входила до правління її шведського відділення, врешті-решт ставши його головою.

## Життєпис

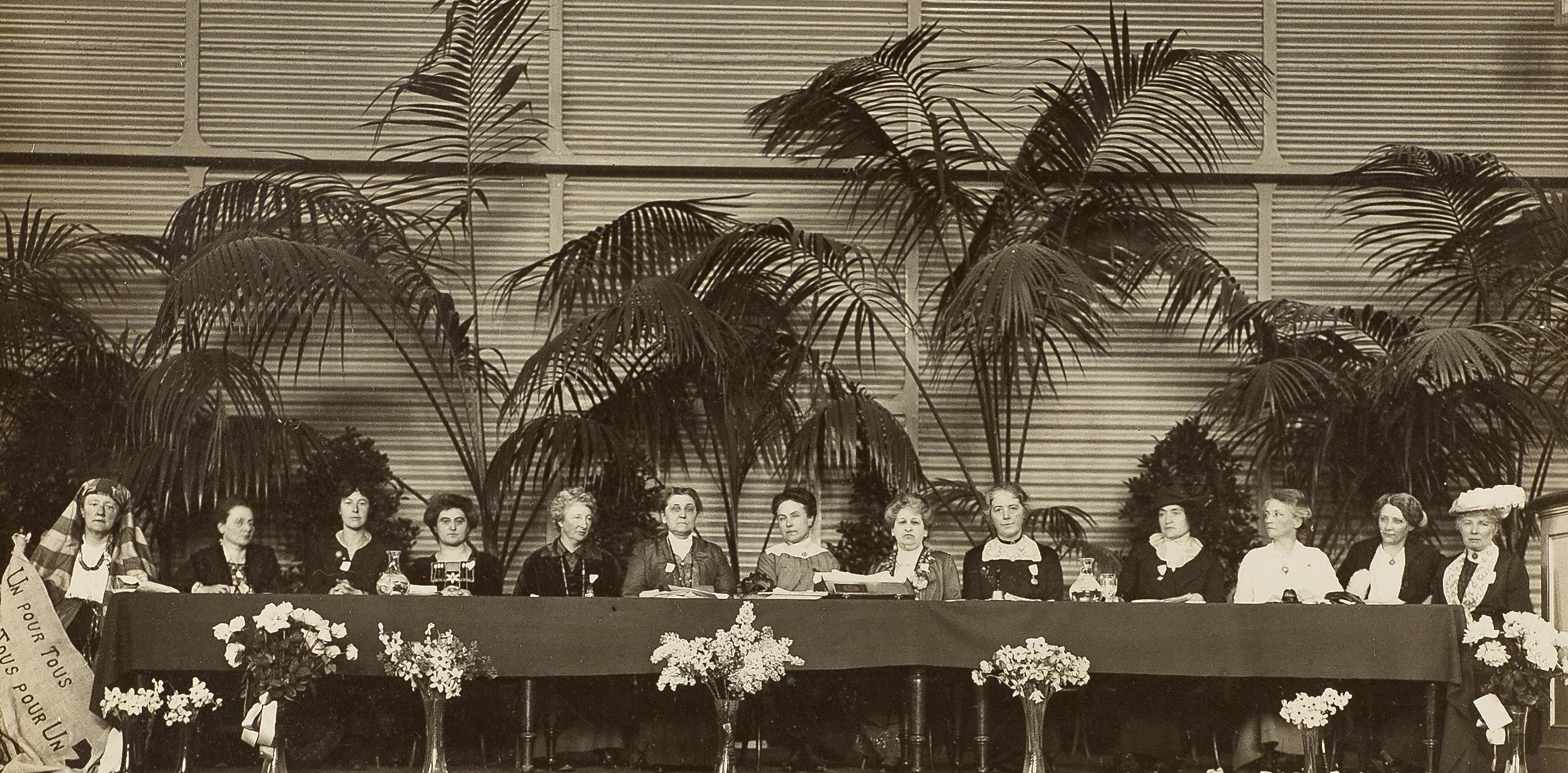
Міжнародний жіночий конгрес 1915 року. Зліва направо: 1. Люсі Тумаян — Вірменія, 2. Леопольдина Кулка, 3. Лаура Г'юз — Канада, 4. Розіка Швіммер — Угорщина, 5. Аніта Аугспург — Німеччина, 6. Джейн Аддамс — США, 7. Євгенія Ганнер, 8. Алетта Якобс — Нідерланди, 9. Кристал Макміллан — Велика Британія, 10. Роза Дженоні — Італія, 11. Анна Клеман — Швеція, 12. Тора Даугаард — Данія, 13. Луїза Кейлгау — Норвегія.

Народилася 1862 року в Карлскруні, дочка командира Карла Клемана (1820—1872) та Йоганни Августи Грам (1825—1904). Її молодша сестра Еллен Клеман (1867—1943) також була активною в фемінізмі.
На 1895 рік вже працювала в стокгольмській страховій компанії «Туле». Від 1903 перебувала в Асоціації студентів і робітників (швед. Studenter och Arbetare), а від 1906 до 1911 року входила до правління Національної асоціації з виборчого права жінок (швед. Landsföreningen för kvinnans politiska rösträtt). Була прихильницею виборчих прав жінок, активна учасниця Стокгольмського суфражистського конгресу 1911 року. Також брала участь у Жіночому мирному конгресі жінок у Гаазі 1915 року та конгресі Міжнародної жіночої ліги за мир та свободу в Цюриху 1919 року.
Як письменниця, публікувала від 1916 року статті на підтримку виборчого права жінок у спеціалізованому журналі «Rösträtt för kvinnor».
Брала активну участь і в пацифістському русі, від 1915 по 1918 рік очолювала шведське відділення Міжнародної жіночої ліги за мир та свободу. 1925 року взяла участь у з'їзді Міжнародної ради жінок, організованому Національною жіночою суфражистською асоціацією у Вашингтоні, розповідаючи про його дискусії в журналі «Hertha», присвяченому жіночому руху.
Померла 1940 року в Стокгольмі.